# Германско научноизследователско дружество
Германското научноизследователско дружество (на немски: Deutsche Forschungsgemeinschaft, DFG) в Бон е централен орган в Германия за съдействие на научни изследвания.
Организацията е създадена през 1951 г. В нея членуват само водещи университети от страната. Финансира се от федералното правителство и провинциите в Германия. Действа на принципа на самоуправление.
Нейната главна дейност се състои във финансиране на научни изследвания в университети и държавни научноизследователски институти в страната. Подборът на най-добрите проекти се осъществява на конкурсна основа. Финансира проекти чрез грантови програми и наградни конкурси чрез изградена клонова мрежа. Има представителства в КНР (Пекин), САЩ (Вашингтон), Русия (Москва), Индия (Ню Делхи).
Германското научноизследователско дружество поддържа:
- международно сътрудничество в проекти;
- международна мобилност на учени;
- интернационализация на висши училища.